# Bengt Danielsson

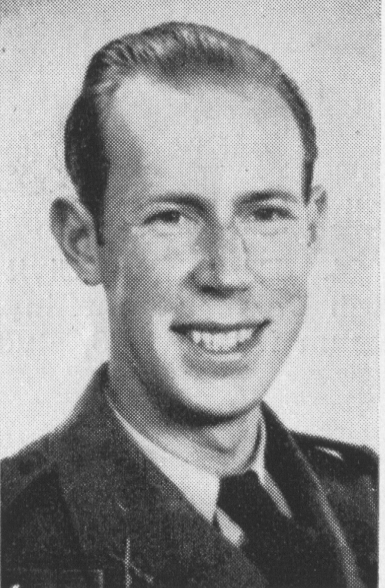
Bengt Danielsson

Bengt Danielsson (* 6. Juli 1921; † 4. Juli 1997) war ein schwedischer Anthropologe und Direktor des schwedischen Nationalmuseums für Ethnologie (1967–1971).
Er wurde durch seine Teilnahme an der "Kon-Tiki-Expedition" im Jahre 1947 bekannt. 1948 heiratete er in Lima die Französin Marie-Thérèse Sailley (1923–2003) und lebte mit ihr erst auf Raroia (Tuamotuinseln) (1949–1952), dann auf Tahiti (seit 1953). Er promovierte 1955 an der Universität Uppsala mit einer Arbeit über "Arbeit und Leben auf Raroia". Die Danielssons haben dort viele Studien über Polynesien, unter anderen eine sechsbändige Geschichte der Inseln, veröffentlicht. Sie waren aktiv im Umweltschutz – besonders gegen die französischen Atomversuche – und sind deshalb 1991 Träger des Right Livelihood Award geworden. Bengt Danielsson war eine Zeit lang schwedischer Honorarkonsul in Tahiti, musste den Titel auf Druck der französischen Regierung aber wieder ablegen.